# Rennrodel-Weltmeisterschaften 1963
Die 8. Rennrodel-Weltmeisterschaften 1963  fanden am 26. und 27. Januar 1963 in Imst in Österreich statt.
Durch den Temperaturanstieg vom 25. auf den 26. Januar war die Bahn langsamer geworden, es wurde auf verkürzter Strecke gefahren.

## Einsitzer der Frauen
| Platz | Land       | Sportlerin          | Zeit    |
| ----- | ---------- | ------------------- | ------- |
| 1     | DDR        | Ilse Geisler        | 3:02,87 |
| 2     | Österreich | Helene Thurner      | 3:05,82 |
| 3     | Polen      | Janina Susczewska   | 3:06,75 |
| 4     | DDR        | Ute Gähler          | 3:06,93 |
| 5     | POL        | Anna Zrobikowa      | 3:07,13 |
| 6     | ITA        | Erika Außendorfer   | 3:07,45 |
| ...   |            |                     |         |
| 8     | FRG        | Christa Matthias    | 3:07,99 |
| 9     | FRG        | Lucia Hackelsberger | 3:07,45 |
| ...   |            |                     |         |
| 24    | DDR        | Ortrun Enderlein    |         |

Weitere Reihenfolge
| Platz | Sportlerin          | Land |
| ----- | ------------------- | ---- |
| 7     | Oldryska Tylova     | CSK  |
| 8     | Chrita Mathias      | FRG  |
| 9     | Lucia Hackelsberger | FRG  |
| 10    | Helene Macher       | POL  |
| 11    | Irena Pawełczyk     | POL  |
| 12    | Zorka Tomaskova     | CSK  |
| 13    | Gertraud Beer       | FRG  |
| 14    | Friederika Matejka  | AUT  |
| 15    | Marlene Kahr        | AUT  |
| 16    | Antonia Lanthaler   | AUT  |
| 17    | Marianne Nachmann   | FRG  |
| 18    | Eva Patmanovy       | CSK  |
| 19    | Ursula Amstein      | CHE  |
| 20    | Elisabeth Nagele    | CHE  |
| 21    | Monika Lücker       | CHE  |
| 22    | Franziska Amstein   | CHE  |
| 23    | Marianne Winkler    | FRG  |
| 24    | Ortrun Enderlein    | GDR  |
| 25    | Anna Stock          | AUT  |
| 26    | Minna Blüml         | FRG  |
| 27    | Marie Stauffer      | CHE  |
| DNF   | Waltraud Ambacher   | AUT  |

Geisler erzielte bereits in den ersten beiden Läufen Bestzeit. Dahinter folgte Thurner. Die Südtirolerin Erika Außendorfer war am 26. Januar schwer gestürzt, trat mit einem Muskelriss an und lag nach dem ersten Tag auf Rang 3, fiel dann aber auf Rang 6 (3:07,45) hinter der Polin Anna Zrobikowa (3:07,13) zurück.

## Einsitzer der Männer
| Platz | Land       | Sportler              | Zeit    |
| ----- | ---------- | --------------------- | ------- |
| 1     | BRD        | Fritz Nachmann        | 2:18,61 |
| 2     | BRD        | Hans Plenk            | 2:19,03 |
| 3     | DDR        | Klaus-Michael Bonsack | 2:19,05 |
| 4     | Österreich | Reinhold Senn         | 2:19,65 |
| 5     | Polen      | Lucjan Kudzia         | 2:19,71 |
| 6     | Polen      | Ryszard Pędrak        | 2:19.79 |
| 7     | Österreich | Helmut Thaler         | 2:19,85 |
| 8     | BRD        | Max Leo               | 2:19,87 |
| 9     | DDR        | Walter Eggert         | 2:19,98 |
| 10    | BRD        | Josef Fleischmann     | 2:20,35 |
| ...   |            |                       |         |
| 14    | DDR        | Jochen Asche          | 2:21,38 |
| 26    | DDR        | Wolfgang Scheidel     | 2:24,63 |
| 28    | DDR        | Helmut Vollprecht     | 2:26,14 |
| 29    | DDR        | Michael Köhler        | 2:26,29 |

Weitere Reihenfolge
| Platz | Sportler                 | Land |
| ----- | ------------------------ | ---- |
| 11    | Rolf Greger Strøm        | NOR  |
| 12    | Mieczysław Pawełkiewicz  | POL  |
| 13    | Manfred Schmid           | AUT  |
| 14    | Jochen Asche             | GDR  |
| 15    | Herbert Thaler           | AUT  |
| 16    | Jan Hamřík               | CSK  |
| 17    | Ewald Walch              | AUT  |
| 18    | Ryszard Siuda            | POL  |
| 19    | Hermann Knüppel          | FRG  |
| 20    | Josef Lenz               | FRG  |
| 21    | Hermann Kammerer         | FRG  |
| 22    | Zdzisław Siuda           | POL  |
| 23    | Anton Venier             | AUT  |
| 24    | Reinhold Frosch          | AUT  |
| 25    | Edward Fender            | POL  |
| 26    | Wolfgang Scheidel        | GDR  |
| 27    | Horst Urban              | CSK  |
| 28    | Helmut Vollprecht        | GDR  |
| 29    | Michael Köhler           | GDR  |
| 30    | Walter Außendorfer       | ITA  |
| 31    | Karl Prinoth             | ITA  |
| 32    | Johann Graber            | ITA  |
| 33    | Klaus Halbauer           | GDR  |
| 34    | Arnold Gartmann          | CHE  |
| 35    | Wolfgang Winkler         | FRG  |
| 36    | Andrea Gadmer            | CHE  |
| 37    | Roland Urban             | CSK  |
| 38    | Ulrich Jucker            | CHE  |
| 39    | Oswald Mussner           | ITA  |
| 40    | Erich Peukert            | CSK  |
| 41    | Herbert Feix             | CSK  |
| 42    | Hubert Oberhammer        | ITA  |
| 43    | Manfred Novotny          | CSK  |
| 44    | Beat Häsler              | CHE  |
| 45    | Jean-Pierre Gottschall   | CHE  |
| 46    | Horst Mache              | GDR  |
| 47    | Eivind Urkedahl          | NOR  |
| 48    | Rene Bruner              | CHE  |
| 49    | Hans-Ruedi Roth          | CHE  |
| 50    | Max Thüler               | CHE  |
| 51    | Julijan Ulcar            | YUG  |
| 52    | Pierre Martzolff         | FRA  |
| 53    | Milan Ulcar              | YUG  |
| 54    | Buddy Feltmann           | USA  |
| 55    | Bjørn Iversen            | NOR  |
| 56    | Christian Hallén-Paulsen | NOR  |
| 57    | Stanko Hodnik            | YUG  |
| 58    | Hans Nägele              | LIE  |
| 59    | Ray Falles               | USA  |
| 60    | Keith Schellenberg       | GBR  |
| 61    | Magnus Schädler          | LIE  |
| 62    | Reinhold Bühler          | LIE  |
| 63    | Nick Mastromatteo        | USA  |
| 64    | Stane Horvat             | YUG  |
| 65    | Jan-Axel Strøm           | NOR  |
| 66    | Robert Gerente           | FRA  |
| 67    | Milan Cesen              | YUG  |
| 68    | Jerzy Wojnar             | POL  |
| 69    | Matías Stinnes           | ARG  |
| 70    | Henri Josserand          | FRA  |
| 71    | Dick Craig               | GBR  |
| 72    | Norman Barclay           | GBR  |
| 73    | Purvis McDougall         | CAN  |
| 74    | Douglas Anakin           | CAN  |
| 75    | Mike Hessel              | USA  |
| DNF   | Walter Bornhaupt         | NLD  |
| DNF   | Tom Neely                | USA  |
| DNF   | Siegfried Mair           | ITA  |
| DNF   | Josef Feistmantl         | AUT  |
| DSQ   | Otto Haspinger           | ITA  |
| DSQ   | Paolo Ambrosi            | ITA  |
| DSQ   | Jean-Pierre Depetro      | FRA  |
| DSQ   | George Farmer            | USA  |

Nach dem ersten Tag (26. Januar) führte bereits Nachmann vor Plenk, auf Rang 3 lagen zeitgleich Bonsack und Senn. Starker Schneefall ließ am späten Abend des 26. Januar einen dritten Wertungsdurchgang nicht zu (er wurde annulliert), so dass es nur drei Läufe gab.

## Doppelsitzer der Männer
| Platz | Land       | Sportler                               | Zeit    |
| ----- | ---------- | -------------------------------------- | ------- |
| 1     | Polen      | Ryszard Pędrak/ Lucjan Kudzia          | 1:22,76 |
| 2     | Polen      | Edward Fender/ Mieczysław Pawełkiewicz | 1:23,62 |
| 3     | Österreich | Anton Venier/ Ewald Walch              | 1:23,74 |
| 4     | DDR        | Klaus-Michael Bonsack/ Jochen Asche    | 1:23,86 |
| 5     | Österreich | Reinhold Frosch/ Ludwig Gaßner         | 1:24,28 |
| 6     | DDR        | Wolfgang Scheidel/ Michael Köhler      | 1:24,46 |

Weitere Reihenfolge
| Platz | Sportler                                 | Land |
| ----- | ---------------------------------------- | ---- |
| 7     | Zdzisław Siuda, Ryszard Siuda            | POL  |
| 8     | Josef Lenz, Josef Fleischmann            | FRG  |
| 9     | Helmut Thaler, Willi Schöpf              | AUT  |
| 10    | Hans Plenk, Ertelt                       | FRG  |
| 11    | Siegfried Mair, Walter Außendorfer       | ITA  |
| 12    | Horst Mache, Wolfgang Weidner            | GDR  |
| 13    | Wolfgang Winkler, Horst Huber            | FRG  |
| 14    | Otto Haspinger, Andrä Oberhammer         | ITA  |
| 15    | Horst Urban, Roland Urban                | CSK  |
| 16    | Julijan Ulcar, Milan Ulcar               | YUG  |
| 17    | Fritz Nachmann, Max Leo                  | FRG  |
| 18    | Manfred Novotny, Jan Hamřík              | CSK  |
| 19    | Johann Graber, Paolo Ambrosi             | ITA  |
| 20    | Ulrich Jucker, Emil Egli                 | CHE  |
| 21    | Max Thüler, Hans-Ruedi Roth              | CHE  |
| 22    | Andrea Gadmer, Beat Häsler               | CHE  |
| 23    | Douglas Anakin, Purviss McDougall        | CAN  |
| 24    | Christian Hallén-Paulsen, Jan-Axel Strøm | NOR  |
| 25    | Herbert Feix, Erich Peukert              | CSK  |
| 26    | Josef Feistmantl, Manfred Stengl         | AUT  |
| 27    | Keith Schellenberg, Norman Barclay       | GBR  |
| DNF   | Walter Eggert, Helmut Vollprecht         | GDR  |

Dieser Bewerb wurde am 27. Januar in zwei Läufen absolviert.

## Medaillenspiegel
| Platz | Land                            | Gold | Silber | Bronze | Gesamt |
| ----- | ------------------------------- | ---- | ------ | ------ | ------ |
| 1     | Polen                           | 1    | 1      | 1      | 3      |
| 2     | BR Deutschland                  | 1    | 1      | 0      | 2      |
| 3     | Deutsche Demokratische Republik | 1    | 0      | 1      | 2      |
| 4     | Österreich                      | 0    | 1      | 1      | 2      |